# 小松靖
小松 靖（こまつ やすし、1974年11月29日 - ）は、テレビ朝日のエグゼクティブアナウンサー。

## 経歴
北海道札幌市出身。北海道札幌東高等学校、国際基督教大学教養学部を卒業。国際基督教大3年生在学時に米国ペンシルベニア大学に留学し、そこで受けた演劇の授業に感銘を受け、将来ミュージカル俳優になりたいと思いニューヨークの演劇学校で演技や歌唱のレッスンを受講した経験もある。
1998年テレビ朝日入社。
真鍋由から代わり2006年6月から1年間の予定でニューヨーク支局に勤務したが、2007年4月から『やじうまプラス』の総合司会を務めるために、予定より早く飯村真一に引き継ぎ帰国し、番組終了の2010年9月まで担当した。
2011年4月から『情報満載ライブショー モーニングバード!』を担当した。
2018年10月1日から『ワイド!スクランブル』（2019年4月1日から『大下容子ワイド!スクランブル』に改題）で男性メインキャスターを、前任の橋本大二郎から替わり、アシスタントから昇格した大下容子とともに担当。
2020年10月から、渡辺宜嗣の後を次ぐ形で『スーパーJチャンネル』のメインキャスターに就任した（なお、渡辺は10月でキャスター“勇退”となり、それ以降は同番組コメンテーター兼スペシャルリポーターに転身した）。主に報道番組を担当するが、英語力や海外経験を活かしてオリンピックや世界水泳など、国際スポーツ大会の現地レポーターに起用されることも多い。2023年12月29日をもって「Jチャンネル」のキャスターを降板し、2024年よりニューヨーク支局勤務。

## 人物・パーソナルデータ
- 実用英語技能検定1級合格者。
- メディアコンサルタントの松浦シゲキは札幌東高校時代の同級生で、2016年から『AbemaPrime』で共演した[6]。
- 地上波番組の担当が長く続いて閉塞感を抱いていたが、ネット配信番組の『AbemaPrime』は大きな転機になった[7]。

## 出演番組
報道・情報ワイドショー番組
| 期間       | 期間       | 番組名                                          | 役職 |
| ---------- | ---------- | ----------------------------------------------- | --- |
| 1998年10月 | 1999年3月  | 早起き!チェック                                 | 月・火曜日スポーツキャスター                                                                                                |
| 1998年10月 | 1999年3月  | やじうまワイド                                  | 月曜日朝刊コーナー担当 |
| 1999年4月  | 1999年9月  | やじうまワイド                                  | 月・火曜日朝刊コーナー担当                                                                                                  |
| 1999年10月 | 2000年3月  | やじうまワイド                                  | 火曜日朝刊コーナー担当 |
| 2000年4月  | 2001年9月  | やじうまワイド                                  | 金曜日朝刊コーナー担当 |
| 2000年4月  | 2000年9月  | ザ・スクープ                                    | スポーツキャスター |
| 2000年4月  | 2001年3月  | ANNニュース                                     | 土曜日深夜枠での担当キャスター                                                                                              |
| 2001年4月  | 2002年3月  | ANN NEWS&SPORTS                                 | 土曜版ニュース担当キャスター                                                                                                |
| 2001年10月 | 2002年3月  | やじうまワイド                                  | 月・金曜日朝刊コーナー担当                                                                                                  |
| 2002年4月  | 2006年3月  | 朝いち!!やじうま                                | キャスター ※2003年10月からは『ANNニュース』も兼務、また、2004年4月からは担当曜日を月～水曜日に縮小（『ANNニュース』も同様） |
| 2002年4月  | 2002年6月  | やじうまワイド                                  | 金曜日朝刊コーナー兼『ANNニュースフレッシュ』平日担当キャスター                                                             |
| 2002年7月  | 2003年9月  | やじうまプラス                                  | 『ANNニュースフレッシュ』平日担当キャスター                                                                                 |
| 2005年4月  | 2006年3月  | ANNニュース                                     | 週末朝・昼枠での担当キャスター                                                                                              |
| 2007年4月  | 2010年9月  | やじうまプラス                                  | 平日総合司会 |
| 2010年10月 | 2017年9月  | いま世界は（BS朝日）                            | キャスター |
| 2011年4月  | 2015年9月  | 情報満載ライブショー モーニングバード           | 『ニュースアップ!』担当 |
| 2016年4月  | 2018年9月  | AbemaPrime（AbemaTV）                           | キャスター |
| 2017年10月 | 2018年9月  | 日曜スクープ（BS朝日）                          | キャスター |
| 2018年10月 | 2020年9月  | ワイド!スクランブル→大下容子ワイド!スクランブル | メインキャスター |
| 2020年10月 | 2023年12月 | スーパーJチャンネル                             | 平日メインキャスター |

その他
- 第80回全国高等学校野球選手権大会中継（1998年8月、朝日放送） - アルプススタンドリポーター
- 3B juniorの星くず商事（2015年、BS朝日） - 星くず商事人事部長

### テレビドラマ
- 最後の晩餐 〜刑事・遠野一行と七人の容疑者〜
- バラ色の聖戦 - 中西和之 役
- 愛・命 〜新宿歌舞伎町駆け込み寺〜
- 警部補矢部謙三 - 小松靖

## 映画
- 映画ドラえもん のび太のひみつ道具博物館（2013年） - 警官・作業員役（声の出演）
- クレヨンしんちゃん オラたちの恐竜日記（2024年） - 司会者（声の出演）

## 同期アナウンサー
- 小木逸平
- 上山千穂
- 野村真季
- 徳永有美（退社）